# Публий Рутилий Луп (ретор)
Вижте пояснителната страница за други личности с името Публий Рутилий Луп.
Публий Рутилий Луп (на латински: Publius Rutilius Lupus) e ретор и граматик в началото на 1 век по времето на Тиберий.
Той е автор на латински на произведението на Горгий за Фигурите на речта (De Figuris sententiarum et elocutionis), от което са запазени две книги („Schemata lexeos“).
Произлиза от клон Луп на фамилията Рутилии и е вероятно близък роднина с Публий Рутилий Луп (консул 90 пр.н.е.) и Публий Рутилий Луп (народен трибун 57/56 пр.н.е. и претор 49 пр.н.е.).